# Бабичи (агрогородок, Речицкий район)
Бабичи (бел. Ба́бічы) — агрогородок и железнодорожная станция в Речицком районе Гомельской области Беларуси. Административный центр Бабичского сельсовета.

## География

### Расположение
В 28 км на юго-запад от Речицы, в 78 км от Гомеля. В Бабичах находится железнодорожная станция. В 3 км находится одноимённый хутор Бабичи.

### Гидрография
На севере находятся 3 мелиоративных канала.

## Транспортная система
Находится на автодороге Василевичи — Речица.
В деревне 420 жилых домов (2004 год). Планировка состоит из 2-х длинных криволинейных улиц меридиональной ориентации, связанных короткими перпендикулярно расположенными улицами. На востоке параллельно главным проходит криволинейная улица. Жилые дома преимущественно деревянные усадебного типа.

## История
Согласно письменным источникам деревня известна с начала XVI века как село Речицкого повета Минского воеводства Великого княжества Литовского. Около 1503 года упомянута в документах о конфликтах между ВКЛ и Московским государством. В XVII веке упоминается в связи с участием на стороне Речи Посполитой в войне, которая происходила между Речью Посполитой и Россией, Богдана Хмельницкого. В тот период деревня являлась вотчиной Аскеров, имевших в деревне свой укреплённый замок. Бабичи после 2-го раздела Речи Посполитой в 1793 году в составе Российской империи.
В 1795 году деревня находилась во владении графа Юдицкого. Работала почтовая станция. Через деревню проходил тракт Бобруйск — Брагин. В 1858 году — местечко, собственность казны. 15 февраля 1886 года начала эксплуатироваться железнодорожная линия Лунинец — Гомель и начал работать железнодорожный полустанок.
В 1897 году в деревне находились: церковно-приходская школа, хлебозапасный магазин, корчма, почтовое отделение, магазин. Деревня относилась к Василевичской волости Речицкого уезда Минской губернии.
С 8 декабря 1926 года центр Бабичского сельсовета Василевичского, с 4 августа 1927 года Речицкого, с 20 февраля 1938 года Василевичского, с 16 сентября 1959 года Речицкого районов Речицкого, с 9 июня 1927 года по 26 июля 1930 года Гомельского округов, с 20 февраля 1938 года Полесской, с 8 января 1954 года Гомельской областей.
В 1930 году в деревне работали 2 кузницы, 2 смолокурни, деревообрабатывающая мастерская, мельница, школа, отделение потребительской кооперации.
В 1930 году организованы колхозы «Красный путь» и «Парижская Коммуна».
Во время Великой Отечественной войны на фронтах и партизанской борьбе погибли 142 жителя деревни. Во время оккупации в деревне действовало подполье, руководство которым осуществлял П. А. Остапенко. В боях за Бабичи и близлежащие деревни погибли 57 советских солдат, которые похоронены в братской могиле в центре Бабич. В числе погибших и похороненных Герой Советского Союза Н. Т. Мастрюков.
В 1959 году деревня являлась центром совхоза «Звезда». Работали: лесничество Василевичского лесхоза, средняя школа, детские ясли-сад Дом культуры, библиотека, фельдшерско-акушерский пункт, отделение связи, 7 магазинов.
В Бабичский сельсовет до конца 1930-х годов входили в настоящее время не существующие хутора Волосач, Василевщина, Дорацы, Дубовое, Лесная Стража, Нехорань, Подкозье, Полешина, Парня Железкого, Смолокуренный Завод, посёлок Выбеди.

## Население

### Численность
2004 год — 420 дворов, 1154 жителей.

### Динамика
- 1795 год — 17 дворов.
- 1858 год — 27 дворов, 244 жителя.
- 1897 год — 84 двора, 596 жителей[2] (согласно переписи).
- 1908 год — 749 жителей; на железнодорожной станции — 4 двора, 28 жителей; на ферме — 7 жителей.
- 1959 год — 2263 жителя (согласно переписи).
- 2004 год — 420 дворов, 1154 жителей.

## Культура
- Дом культуры

## Достопримечательности
В память о погибших в годы Великой Отечественной войны в центре деревни в 1958 году устроен курган со скульптурой солдата на вершине.